# District de domaine de Münsingen

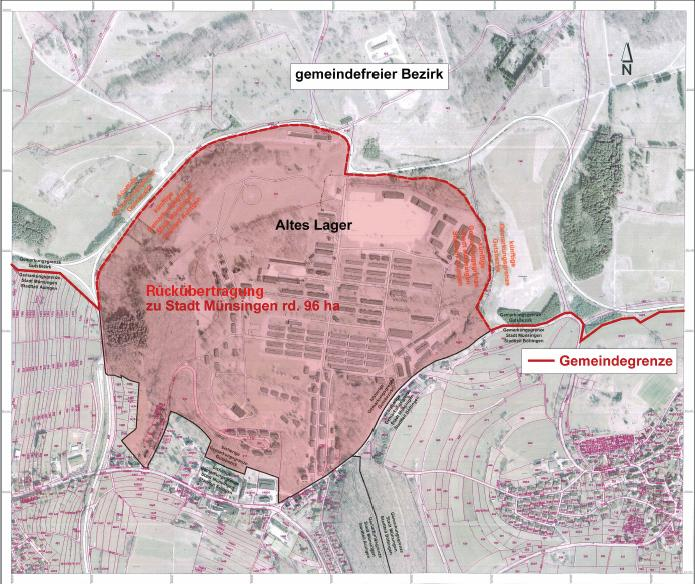
L'ancien camp militaire et la ville de Münsingen, 2011

Le district de domaine de Münsingen est une zone non incorporée allemande située dans le Land de Bade-Wurtemberg, à proximité de Bad Urach. Elle a abrité un important camp militaire sous l'Empire allemand et le Troisième Reich. Plusieurs cimetières militaires abritent les restes de soldats allemands mais aussi de prisonniers de guerre soviétiques et de volontaires italiens de la division Monte Rosa (République sociale italienne, 1944-1945) et russes de l'Armée Vlassov (1944-1945).

Lieux du district de domaine de Münsingen
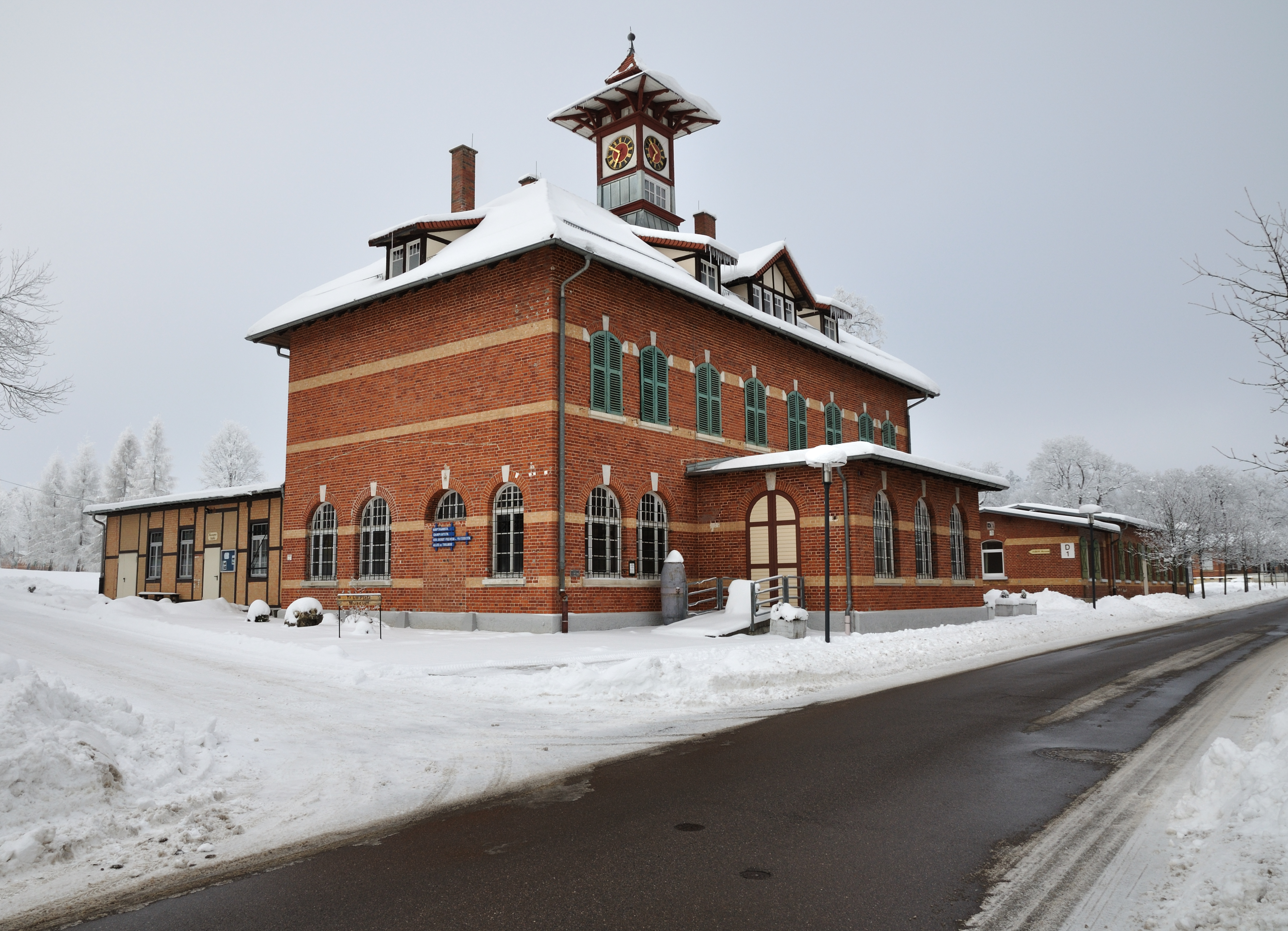
Ancien camp militaire
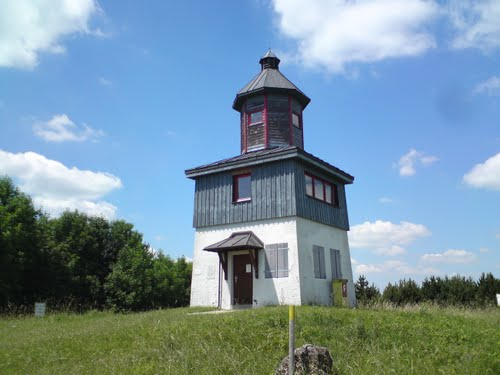
Tour panoramique de Sternenberg
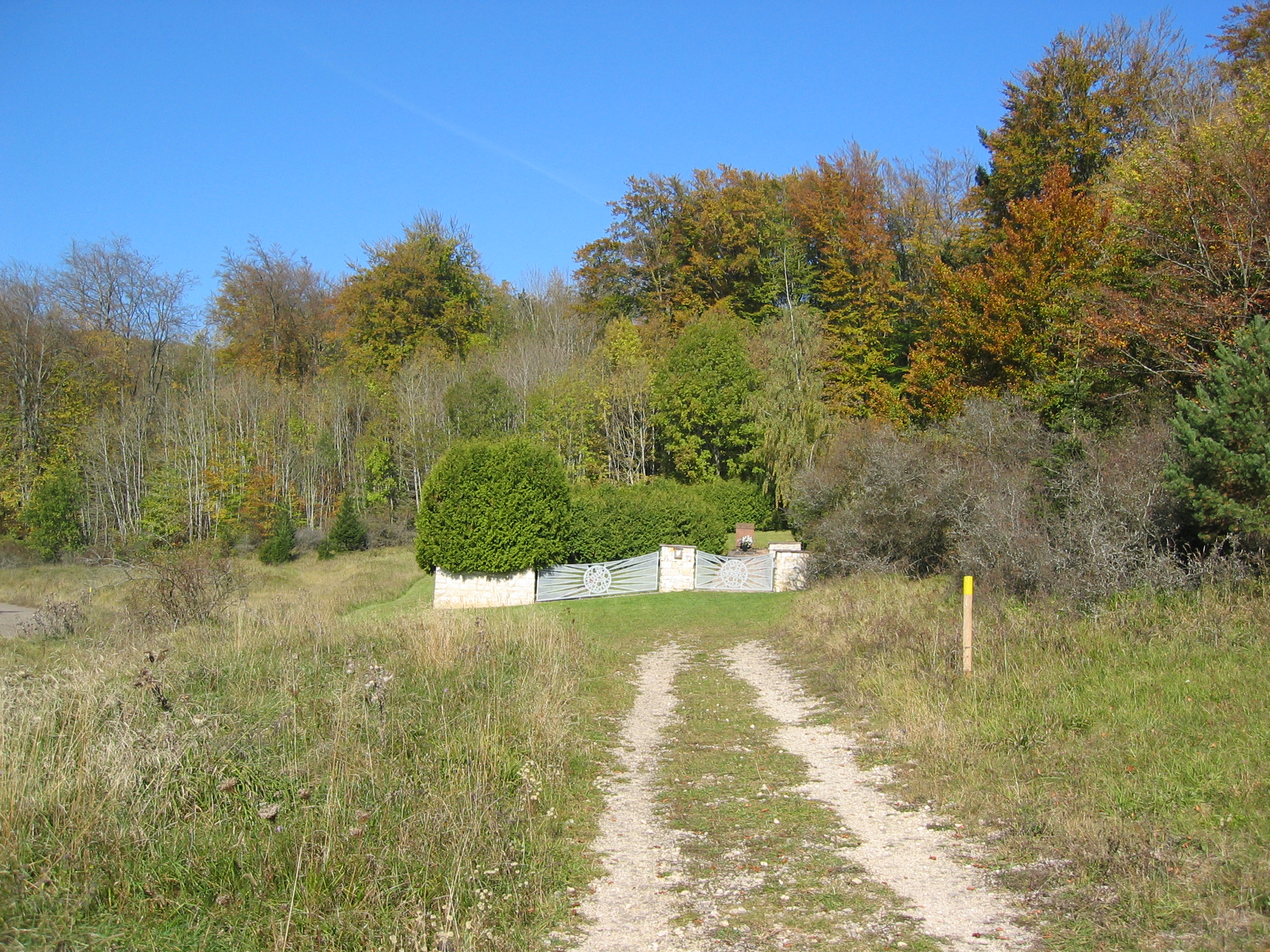
Cimetière des prisonniers de guerre russes de Gänsewag